# 天主教法布里亞諾-馬泰利卡教區
天主教法布里亞諾-馬泰利卡教區（拉丁語：Dioecesis Fabrianensis-Mathelicensis）是天主教會在義大利的一個教區，屬安科納-奧西莫總教區。

## 歷史
馬泰利卡第一位有文獻記載的主教出現於487年，578年歸於卡梅里諾教區主教之下，1785年7月8日恢復。
法布里亞諾教區於1728年11月15日成立，並與馬泰利卡合併，同時直屬聖座。
教區於1986年9月30日成立並易名至今，2000年3月11日前直屬聖座，此後改屬安科納-奧西莫總教區之下。

## 現況
教區管轄安科納省五市及馬切拉塔省一市（馬泰利卡），2006年時有52,000名教友，佔轄區總人口94.8%。教區下轄58個堂區，有72名司鐸。現任教區主教為方濟各·馬薩拉總主教，榮休主教為若望·嘉祿·韋切里卡和斯德望·魯索。